# Rhabdomastix borealis
Rhabdomastix borealis là một loài ruồi trong họ Limoniidae. Chúng phân bố ở Chúng phân bố ở miền Cổ bắc và miền Tân bắc.